# Ксенобіотики

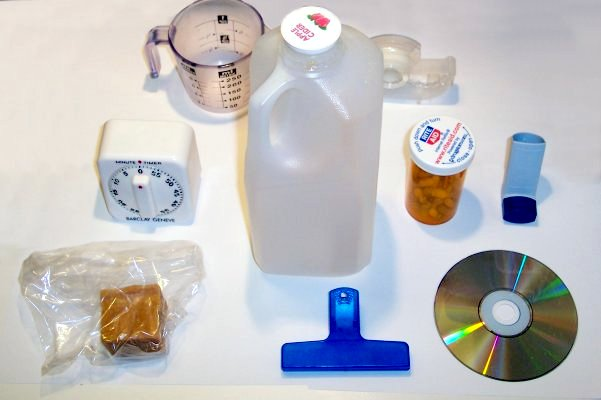
Приклад ксенобіотиків (пластмаси)

Ксенобіо́тики (від грец. ξενος — «іноземець», βίος — «життя» і -τικός — суфікс прикметника) — чужорідні для біосфери хімічні речовини, що природно не синтезуються, не можуть асимілюватись організмами внаслідок чого не беруть участі у колообігу речовин у природі, а тому накопичуються у зовнішньому середовищі (наприклад пластмаси). У вужчому значенні так називають речовини, що зазвичай присутні у природі у набагато менших кількостях, і, як правило, прямо або побічно породжені господарською діяльністю людини.
Типовими прикладами ксенобіотиків є ліки, що їх приймає людина, так само як і наркотики та інші подібні речовини. Часто термін ще більше звужують, зараховуючи до ксенобіотиків різноманітні забруднювачі, зокрема пестициди, мінеральні добрива, мийні засоби, радіонукліди, синтетичні барвники та інші. Потрапляючи у довкілля, вони можуть спричиняти алергічні реакції, загибель організмів, мутації, знижувати імунітет, порушувати обмін речовин, порушувати хід процесів в природних екосистемах до рівня біосфери в цілому.
Вивчення перетворень ксенобіотиків шляхом детоксикації й деградації в живих організмах і в зовнішньому середовищі важливо для організації санітарно-гігієнічних заходів щодо охорони природи.